# Tyumen (tỉnh)
Tyumen Oblast (tiếng Nga:Тюме́нская о́бласть, Tyumenskaya oblast) là một chủ thể liên bang của Nga (một tỉnh). Trung tâm hành chính là thành phố Tyumen.
Phía bắc giáp Khu tự trị Khanty-Mansi, phía nam giáp tỉnh Bắc Kazakhstan của Kazakhstan, phía đông giáp tỉnh Omsk, phía tây giáp các tỉnh Sverdlovsk và Kurgan. Tỉnh Tyumen nằm ở phía đông dãy núi Ural và nằm ở phía tây Sibir. Tỉnh thuộc Vùng liên bang Ural.